# Vertrag von Arnswalde
Der Vertrag von Arnswalde wurde am 1. April 1269 zwischen Herzog Mestwin II. von Pommerellen auf der einen Seite und den Markgrafen Johann II., Otto IV. und Konrad I. von Brandenburg auf der anderen Seite abgeschlossen. 
Mit dem Vertrag nahm Herzog Mestwin II. sein Land von den brandenburgischen Markgrafen zu Lehen. Daneben übergab er ihnen als unmittelbare Pfandherrschaft das Land Belgard. Als Gegenleistung übernahmen es die Markgrafen, die Tochter von Herzog Mestwin II., Katharina, zu verheiraten, also insbesondere die Kosten hierfür zu übernehmen. Ferner verpflichteten sich die Markgrafen, Herzog Mestwin II. jährlich 100 Mark Silber oder 100 Maaß Getreide zu geben. 
In der Folge wurde zwar Prinzessin Katharina verheiratet, und zwar an den Fürsten Pribislaw II. von Parchim-Richenberg. Doch blieb der Vertrag im Übrigen lediglich eine Episode in der unsteten Politik des pommerellischen Herzogs. Die Brandenburger besetzten im Jahre 1270 Danzig, woraufhin Herzog Mestwin II. Hilfe bei Herzog Boleslaw VI. von Großpolen suchte und mit dessen Hilfe die Brandenburger wieder aus Danzig vertrieb. Dennoch nahm Herzog Mestwin II. im Jahre 1273 mit dem Vertrag an der Dragebrücke nunmehr seine Lande Schlawe, Rügenwalde und Stolp von den Markgrafen Johann II. und Otto IV. zu Lehen. In dem Pommerellischen Erbfolgestreit, der nach dem Tode von Herzog Mestwin II. im Dezember 1294 ausbrach, bildete der Vertrag von Arnswalde die Anspruchsgrundlage der Brandenburger Markgrafen. Diesen Anspruch gab Markgraf Waldemar im Jahre 1309 auf, als er im Vertrag von Soldin das Herzogtum Pommerellen bzw. seinen Anspruch daran an den Deutschen Orden verkaufte.
Der Vertrag von Arnswalde stellt zugleich die erste urkundliche Nennung von Arnswalde dar. Der in der Neumark gelegene Ort, in der Urkunde „Arnswolde“ geschrieben, war damals wohl erst ein befestigter Platz, also noch keine Stadt. 

## Urkundentext
- Max Perlbach (Hrsg.): Pommerellisches Urkundenbuch. Bertling, Danzig 1881–1916, Nr. 238. (Online)